# Агентство зі скорочення військової загрози міністерства оборони США

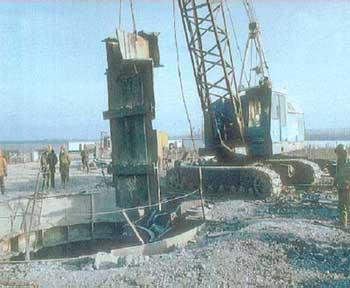
Роботи Агентства по демонтажу ракетних шахт СС-24. Первомайськ. Україна

Аге́нтство зі скорочення військової загрози міністерства оборони США (англ. Defense Threat Reduction Agency, DTRA) — агентство Міністерства оборони США, яке призначене для захисту інтересів США в справах скорочення загрози застосування зброї масового ураження (хімічної, біологічної, радіологічної, ядерної та інших) у світі та безпосередньо відповідає за забезпечення персоналом та необхідним матеріальним обладнанням.
Головними завданнями агентства є зниження загроз, контроль загроз, бойове забезпечення та розвиток відповідних технологій. Штаб-квартира розташована у Форт-Бельвар, штат Вірджинія. DTRA має 2000 осіб персоналу з числа військових та цивільних, які працюють по всьому світу, включаючи Росію, Казахстан, Азербайджан, Узбекистан, Грузію та Україну.